# Паскевич Насіе Ескандаровна
Паскевич Насіе Ескандарівна (1987, Кіровське, Крим, Україна) — кримськотатарська вишивальниця.

## Біографія
Народилась 12 квітня 1987 року у селищі Кіровське Автономної Республіки Крим. 
Навчалась у Сімферопольському педагогічному училище Кримського інженерно-педагогічного університету за спеціальністю "Початкове навчання". У 2006- 2010рр. - продовжила своє навчання та отримала вищу освіту як педагог.
З 2011 - 2013 рр. займається бісероплетінням, робить об'ємні квіти з бісеру, весільні букети. У жовтні 2013 р. Паскевич  брала участь в міжнародному конкурсі "Бісерний ексклюзив - 2013" у м. Київ. У цьому конкурсі була виставлена її робота - весільний букет з бісеру.  
У березні 2017р. майстриня провела майстер-клас в арт-центрі "Фес" (м. Сімферополь), на якому  створювали сережки в сутажній техніці.

## Участь у конкурсах
- Міжнародний конкурс "Бісерний ексклюзив -2013", 2013 р,Київ.